# Helilä
Helilä est un quartier de l'ouest de Kotka en Finlande.

## Présentation
Près du Kymijoki, le quartier d'Helilä avec le quartier de Karhula constitue le centre du Nord de Kotka.
Séparé de Karhula par la Valtatie 7, Helilä est souvent présenté comme constituant la partie nord de  Karhula.
Helilä regroupe les sections de Käpylä, Malminki et Marttila.
Dans un environnement aux allures de parc, l'église de Kymi s'élève sur l'esker de Hiekkaharju. L'entourage de l'église qui s'appelait Heligby est devenu Helilä.
Helilä, est bâti de maisons en bois du XIXe siècle et de nouveaux immeubles résidentiels.
L'école d'Helilä accueille environ 500 écoliers.
L'Église pentecôtiste de Karhula est située à Helilä.

## Transports
Le quartier d'Helilä est desservi par les lignes de bus suivantes :
- 1 Kotka Norskankatu-Gare d'Hamina
- 7 Norskankatu-Korkeakoski-Karhula

Helilä est desservi par la route nationale 7 (Helsinki-Vaalimaa) et par la Seututie 357 (Helilä-Kouvola).

## Galerie

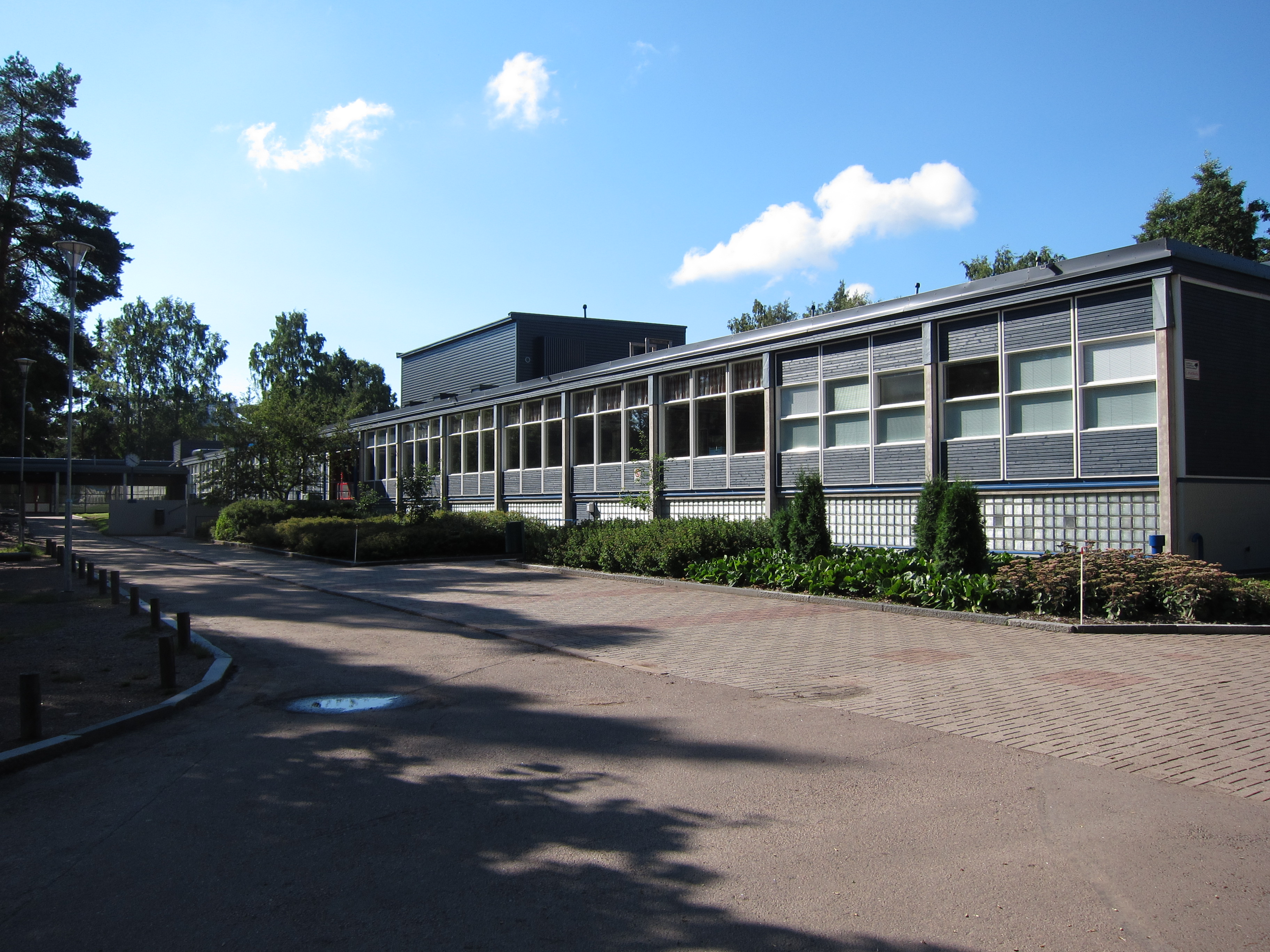
École d'Helilä.
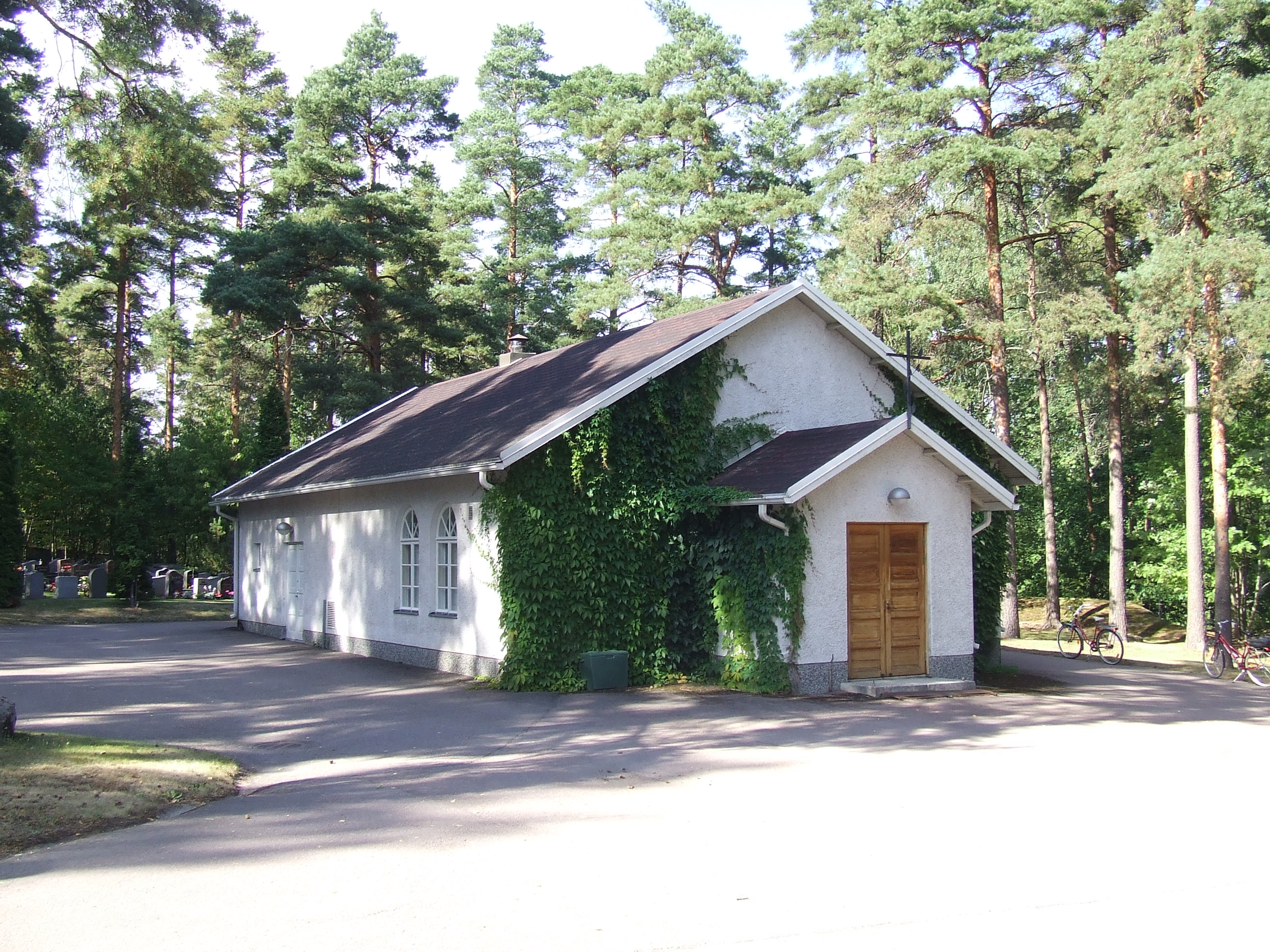
Chapelle du cimetière d'Helilä.
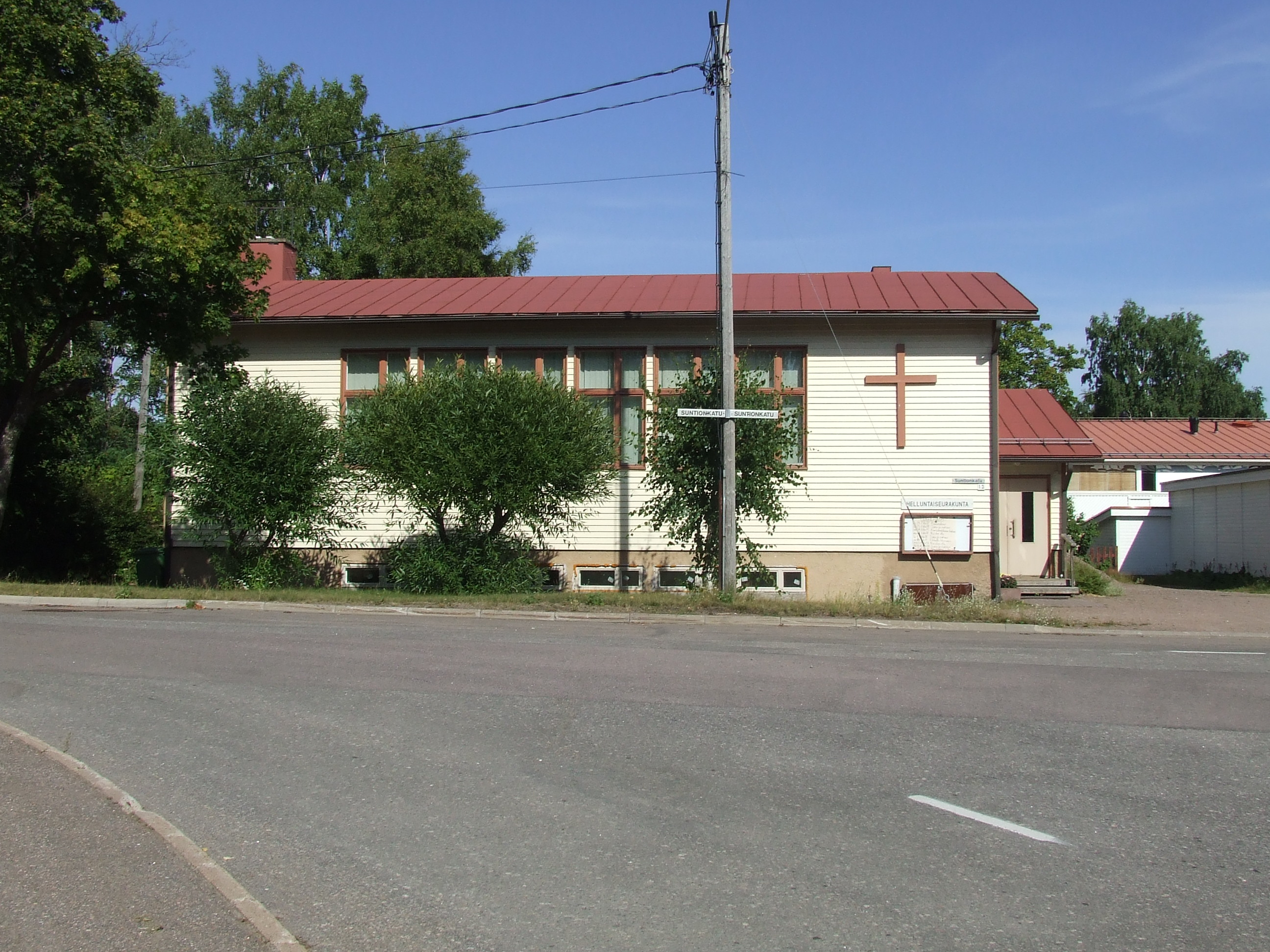
Église pentecôtiste.